# Театр на Таганці
Театр на Таганці (рос. Театр на Таганке) — російський театр у Москві, створений 23 квітня 1964 року на базі Московського театру драми й комедії. До трупи увійшли випускники Театрального училища ім. Щукіна з дипломним спектаклем «Добра людина з Сезуана» Бертольда Брехта. Постановник спектаклю Юрій Любімов став головним режисером оновленого театру.
Театр був в авангарді театрального процесу та, розвиваючи традиції Всеволода Меєргольда, Євгена Вахтангова, Бертольда Брехта, розробляв нову сценічну мову, знаходив нові форми сценічної літератури (поетичний театр, театр прози, сценічна публіцистика).
Спектаклі Театру на Таганці відрізнялися студійною спаяністю, яскраво вираженим громадянським пафосом, активним контактом з публікою. Серед постановок Юрія Любімова: «Десять днів, що потрясли світ» за Джоном Рідом, «Полеглі і живі» за Віктором Розовим, «Послухайте!» за Володимиром Маяковським, «Тартюф» Мольєра, «Гамлет» Шекспіра, «Дерев'яні коні» за Федором Абрамовим, «Майстер і Маргарита» за Михайлом Булгаковим, «Обмін» і «Будинок на набережній» за Юрієм Трифоновим, «Поет Володимир Висоцький» (постановки 1981 і 1988 років).
У театрі працювали режисери Сергій Арцибашев, Олександр Вількін, Борис Глаголін, ставили спектаклі Анатолій Ефрос, Анатолій Васильев.
У 1984 році через конфлікти з партійним керівництвом і Міністерством культури Юрій Любімов пішов з театру і виїхав з країни. Тоді ж Любімов був позбавлений громадянства СРСР. Головним режисером театру був призначений Анатолій Ефрос, що поставив «У війни не жіноче лице» за твором Світлани Алєксієвич, «На дні» Максима Горького, 2-у редакцію «Вишневого саду» Чехова, «Мізантроп» Мольєра. Після смерті Ефроса головним режисером був Микола Губенко (1987–1989).
У 1989 році Юрій Любімов, запрошений акторським колективом, знов очолив театр. Були відновлені спектаклі, заборонені раніше, поставлені нові: «Маленькі трагедії» по Пушкіну, «Самовбивця» Миколи Ердмана, «Доктор Живаго» за Борисом Пастернаком.
У 1993 році театр розділився на дві трупи: Театр на Таганці під керівництвом Юрія Любімова і «Співдружність акторів Таганки» під керівництвом Миколи Губенка, що відкрилася в 1994 році спектаклем «Чаю» за Чеховим.
У трупі театру в різний час працювали актори Фелікс Антіпов, Іван Бортник, Володимир Висоцький, Микола Губенко, Алла Демидова, Тетяна Жукова, Валерій Золотухін, Марина Поліцеймако, Наталія Сайко, Зінаїда Славіна, Веніамін Смєхов, Інна Ульянова, Семен Фарада, Леонід Філатов, Борис Хмельницький, Ольга Яковлєва і інші знамениті російські актори.